# Luke Weaver
Luke Allen Weaver (né le 21 août 1993 à DeLand, Floride, États-Unis) est un lanceur droitier des Yankees de New York de la Ligue majeure de baseball.

## Carrière
Luke Weaver est repêché par les Blue Jays de Toronto au 19e tour de sélection en 2011 alors qu'il est toujours à l'école secondaire, puis, après avoir rejoint les Seminoles de l'université d'État de Floride plutôt que d'accepter l'offre de Toronto, il est le premier choix des Cardinals de Saint-Louis et 24e sélection totale du repêchage amateur de 2014. 
Il fait ses débuts dans le baseball majeur le 13 août 2016 avec Saint-Louis.